# Herbligen
Herbligen es una comuna suiza del cantón de Berna, situada en el distrito administrativo de Berna-Mittelland. Limita al norte con la comuna de Oberdiessbach, al sureste con Bleiken bei Oberdiessbach, al sur con Brenzikofen, al suroeste con Oppligen, y al noroeste con Wichtrach.
Hasta el 31 de diciembre de 2009 situada en el distrito de Konolfingen.